# Ebe Dancel
Vincent Ferdinand "Ebe" L. Dancel es un cantautor y guitarrista filipino. Para alguien que ha captado entre sus fanes y detractores por igual, porque él ganó la competencia de escribir canciones, experimentando en una sequía en pleno derramando de nuevas composiciones en lo que fue peor de los casos. Sin embargo, ese dilema que sucedió para Sugarfree, banda donde el pertenece él fue y compositor y primera voz, según el artista que admitió que había ese problema por un año y medio. En su último de su álbum de la banda "Tala-Arawan", el prolífico cantautor reveló con preocupación, estas palabras en tagalo "Subok ako ng subok, wala". Aunque puede ser una cosa del pasado desde que él y el resto de los integrantes de la banda, acabaron de salir con un muy esperado nuevo paquete, que contiene 12 canciones originales en tagalo, todos confiados por Ebe a sí mismo. Este álbum cuenta con el único del grupo actual "Kung Ayaw Mo Na Sa Akin" y su muy elogiada versión de APO de senderismo de la Sociedad "Batang bata Ka-Pa", que sirvií como una pista adicional. Sugarfree ha surgido en 2003 con el lanzamiento de su álbum debut "Sa Wakas", considerables éxitos suficiente para que el trío para ganar el 107 de la NU Mejor Nuevo Artista y Álbum del Año ciruelas al final de ese año. Su segundo paquete "Dramachine" fue lanzado el año siguiente y alcanzó el oro en 2005. TalaArawan, una palabra para el diario filipino, aún está fresco en las tiendas, publicado los meses pasado. Sugarfree magra logró completar la línea media, pero son el bajista Jal Taguibao y Kaka Quisumbing nuevo baterista que reemplazó miembro original de Mitch Singson en el pasado mes de agosto.  Ebe la plena indulgencia como tunesmith fue apoyado por sus amigos, que es algo que nunca había hecho. Es hermanos de Vin Dancel, que está casado con la cantante Kris Gorra. También ha compuesto varias composiciones para cine, televisión y vídeos musicales.

## Discografía

### Con Sugarfree
- Sa Wakas (2002)
- Dramachine (2004)
- Tala-Arawan (2006)

### Con Cambio
- Derby Luz (2004)
- Matic (2007

- Datos: Q5816792